# A sötétség határán (film)
A sötétség határán (eredeti cím: Edge of Darkness) 2010-ben bemutatott brit-amerikai akció-thriller, melyet William Monahan és Andrew Bovell forgatókönyvéből Martin Campbell rendezett, a főszerepben Mel Gibson látható.
Az Amerikai Egyesült Államokban és az Egyesült Királyságban 2010. január 29-én mutatták be. Magyarországon március 18-án jelent meg.

## Cselekmény
Thomas Craven (Mel Gibson) a Bostoni Rendőrkapitányság veterán gyilkossági nyomozója, egyedülálló apa. Amikor egyetlen gyermekét, a huszonnégy éves Emmát (Bojana Novakovic) meggyilkolják otthona lépcsőjén, mindenki azt feltételezi, hogy az apa volt a célpont. De ő hamarosan gyanakodni kezd ennek ellenkezőjére és küldetésbe fog, hogy kiderítse lánya titkos életét és halálát.
Magányos nyomozása a vállalati titkok, a kormányzati összejátszások és a gyilkosságok veszedelmes világába vezet, valamint Darius Jedburghnak (Ray Winstone) ahhoz a kormányzati munkatársához, akinek a feladata a bizonyítékok eltüntetése.

## Szereplők
| Szerep            | Színész           | Magyar hang      |
| ----------------- | ----------------- | ---------------- |
| Thomas Craven     | Mel Gibson        | Sörös Sándor     |
| Darius Jedburgh   | Ray Winstone      | Vass Gábor       |
| Jack Bennett      | Danny Huston      | Kőszegi Ákos     |
| Emma Craven       | Bojana Novakovic  | Molnár Ilona     |
| David Burnham     | Shawn Roberts     | Seder Gábor      |
| Millroy David     | Aaron Baker       | Holl Nándor      |
| Bill Whitehouse   | Jay O. Sanders    | Rosta Sándor     |
| Moore             | Denis O'Hare      | Tarján Péter     |
| Jim Pine szenátor | Damian Young      | Galbenisz Tomasz |
| Melissa Caterina  | Caterina Scorsone | Solecki Janka    |
| Egyes ügynök      | Frank Grillo      | Fekete Zoltán    |

## Fordítás
- Ez a szócikk részben vagy egészben  az   Edge of Darkness (2010 film) című angol Wikipédia-szócikk fordításán alapul.  Az eredeti cikk szerkesztőit annak laptörténete sorolja fel. Ez a jelzés csupán a megfogalmazás eredetét és a szerzői jogokat jelzi, nem szolgál a cikkben szereplő információk forrásmegjelöléseként.